# Црква Светих апостола Петра и Павла у Лозовику (Велика Плана)
Црква Светих апостола Петра и Павла у Лозовику код Велике Плане је саграђена у периоду 1890-1894. године. Налази се у пространој порти са гробљем и старом црквом брвнаром.
Представља непокретно културно добро као споменик културе.

## Историја
Два храма у Лозовику посвећена су Светим апостолима Петру и Павлу. Стара црква брвнара јединствена је на територији СПЦ по својој ситно цепаној шиндри. Подигнута је залагањем Хаџи Илије Распоповића чији је споменик испред олтарске апсиде цркве брвнаре. Илија Распоповић, побожни Лозовичанин, пошао је на ходочашће у Свету земљу негде око 1820. године. После трогодишњег путовања на коме је обишао Солун, Свету Гору, Цариград и Јерусалим, где је добио и звање хаџије, вратио се одушевљен и причао о свом путовању: „Човек да види цркву Гроба Господњег, свету Софију у Цариграду, наш царски Хиландар, цркву св. Димитрија у Солуну па да умре да му није жао.“ Дошао је на идеју да подигне бар неку скромну богомољу у свом селу. На једном делу свог имања од око 4.5 хектара, где се налази садашња порта, дао је да се подигне црква.

### Црква брвнара
Године 1828, отпочело је грађење старе цркве брвнаре посвећене Светим апостолима Петру и Павлу. У пролеће 1831. године, црква је комплетно завршена и опремљена а на Петровдан 1831. године и освећена од стране београдског Митрополита Мелентија Павловића. При старој цркви била су села: Милошевац, Голобок, Сараорци и Лугавчина, која су се издвајала како је које село подизало своју цркву. Прво је Лугавчина припојена Осипаоници, затим се Милошевац издвојио кад је подигао своју цркву 1878. год. па Голобок и најзад Сараорци 2000. године. На стогодишњицу постојања Старе цркве 1931. год. иста је детаљно обновљена залагањем београдског трговца лозовичког порекла Кузмана Николића и његове супруге Зорке. Следећа делимична обнова била је 1972. године, а најновија 2004. године, када је залагањем Регионалног Завода за заштиту споменика културе Смедерево црква комплетно сређена и освештана на Петровдан од стране Епископа браничевског Г. Игнатија.
При старој цркви брвнари основана је и прва школа. До 1871. године, школа је била смештена у напуштеној црквеној кући, а те је године подигнута нова школска зграда. Друга школска зграда подигнута је 1907. године. Учитељ Аранђел Илић (деда познатог српског песника Војислава Илића Млађег), учио је сеоску децу за један дукат годишње од детета и за по недељу дана хране од ђачких родитеља. Зграда прве школе била је северозападно од Старе цркве. Изгорела је непажњом.

### Већа црква
Како су се домови умножавали, а становништво расло, јавила се потреба за већом црквом. Општина лозовичко-сараорачка је сакупила средства и желела је да подигне цркву као у Рачи крагујевачкој. Међутим, министарство црквених дела и Митрополија београдска сматрали су да је то превелик објекат и дозволили су градњу истог пројекта само са умањењем. Изградња је почела 1888. године, а завршена 1893. године. Требало је још скоро годину дана да се црква опреми. Урађен је иконостас са делима тада чувених сликара: Свете Тодоровића, Милана Милановића, Ђорђа Крстића и других, тако да је иконостас Нове цркве јединствена галерија српског сликарства са краја 19. века. На Петровдан 1894. године за владе краља Александра I Обреновића, Нову цркву је осветио Српски митрополит Михаило. Звона на Новој цркви постављена су 1932. године, јер су стара звона однели Аустроугари за време Првог светског рата. У порти цркве лозовичке био је стациониран један коњички ескадрон и Нову цркву су Аустроугари преуредили у коњушницу 1914. године, али залагањем и молбама Лозовичана, у њој никада нису боравили коњи. Нова црква је стално улепшавана, око ње се дограђивало и градило, тако да је то сада читав један комплекс црквених зграда.

#### Реконструкција
Године 1986, почела је генерална реконструкција Нове цркве. Обијена је стара фасада и урађена нова, урађен је и нов под у цркви. Кров је прекривен бакром. Од 1991. године, почело је живописање читаве унуташњости Нове цркве, које је обављено под литургијским надзором Епископа браничевског Игнатија по идеји проте Новице Манојловића и радом живописца г. Зорана Гребенаревића. Живопис је освештан на Петровдан 2000. године. Садашњи парохијски дом подигнут је и освештан 1956. године од стране тадашњег Епископа Хризостома, а нови црквено-народни дом подигнут је од 1972. до 1983. године, када је освештан од стране изасланика тадашњег Епископа Хризостома, протојереја ставрофора Душана Митошевића, тада архијерејског намесника подунавског.

## Фреска
Црква Светих апостола Петра и Павла у Лозовику код Велике Плане садржи фреску на којој је насликан сусрет Исуса Христа са ђаволом у савременој цивилизацији. Сусрет Исуса са својим вечним противником догађа се на прелазу између чисте и нетакнуте природе и цивилизације која са собом носи пороке попут коцкарница. Са стране ђавола налази се и банка која симболизује зеленашење, о коме се говори још у Библији, као и нуклеарна електрана. Изнад овог необичног сценарија круже и авиони, а ту су и возила полиције и ватрогасаца, која се тумаче као симбол хаоса и нереда.